# Maria Paaso-Laine
Pour les articles homonymes, voir Paaso et Laine (homonymie).
Maria Paaso-Laine, née le 13 novembre 1868 à Ii (grand-duché de Finlande, Empire russe) et morte le 5 mai 1945 à Helsinki (Finlande), est une femme politique finlandaise membre du Parti social-démocrate. Elle est députée entre 1907 et 1908, comptant parmi les premières femmes parlementaires de l'histoire du pays.

## Biographie
Maria Paaso-Laine naît à Ii en 1868. Elle fréquente une école industrielle et travaille comme femme de ménage et couturière à Helsinki. Entre 1900 et 1902, elle est secrétaire de la Ligue des femmes sociales-démocrates. Elle est directrice de cours pour l'Union Idéale et dirige la section jeunesse d'un mouvement de tempérance. Entre 1903 et 1905, elle vit en Suède.
Elle se présente aux élections législatives finlandaises de 1907 sur la liste du Parti social-démocrate dans la circonscription de Tavastia-Sud. Élue, elle devient l'une des 19 premières femmes parlementaires de l'histoire du pays. Elle perd son siège aux élections de 1908. Pendant son mandat au Parlement, elle siège à la commission des affaires juridiques ; elle suscite des critiques pour son style vestimentaire jugé bourgeois,.
Pendant la guerre civile finlandaise, elle est membre du Red Food Command. Après la guerre, elle est brièvement incarcérée au camp de prisonniers d'Hämeenlinna. Elle dirige plus tard une papeterie à Helsinki, ville où elle meurt en 1945.